# Municipio San Miguel de Allende
Koordinaten: 20° 51′ N, 100° 50′ W
San Miguel de Allende, bis 2005 Allende, ist ein Municipio im mexikanischen Bundesstaat Guanajuato. Das Municipio umfasst eine Fläche von 1558,1 km². Im Jahr 2010 hatte San Miguel de Allende eine Bevölkerung von 160.383 Einwohnern. Verwaltungssitz und einwohnerreichster Ort des Municipios ist die UNESCO-Welterbestadt San Miguel de Allende.

## Geographie
Das Municipio liegt in einer als Bajío bekannten Region auf einer Höhe zwischen 1700 m und 2900 m. Knapp 84 % des Municipios zählen zur physiographischen Provinz der Mesa del Centro, der Rest zur Sierra Volcánica Transversal. Das Gemeindegebiet entwässert über den Río Lerma in den Pazifischen Ozean. Im Municipio liegt der Stausee der Presa Ignacio Allende.
Etwa 44 % der Geologie San Miguel de Allendes werden von Vulkanit eingenommen bei etwa 37 % Sedimenten und Sedimentgesteinen und 15 % Alluvialböden; vorherrschende Bodentypen sind der Phaeozem (40 %) und der Vertisol (36 %). Mehr als 40 % der Gemeindefläche werden ackerbaulich genutzt, weitere gut 35 % dienen als Weideland, knapp 15 % werden von Wäldern eingenommen.
Das Municipio San Miguel de Allende grenzt an die Municipios Dolores Hidalgo Cuna de la Independencia Nacional, San Luis de la Paz, San José Iturbide, Apaseo el Grande, Comonfort, Santa Cruz de Juventino Rosas und Salamanca sowie an den Bundesstaat Querétaro.

## Bevölkerung
Beim Zensus 2010 wurden im Municipio 160.383 Menschen in 35.408 Wohneinheiten gezählt. Davon wurden 629 Personen als Sprecher einer indigenen Sprache registriert darunter 298 Sprecher des Otomí und 106 Sprecher des Nahuatl. Knapp 12 Prozent der Bevölkerung waren Analphabeten. 57.733 Einwohner wurden als Erwerbspersonen registriert, wovon ca. 67 % Männer bzw. 7,4 % arbeitslos waren. 21 % der Bevölkerung lebten in extremer Armut.

## Orte
Das Municipio Acámbaro umfasst 512 bewohnte localidades, von denen neben dem Hauptort auch Los Rodríguez und Colonia San Luis Rey vom INEGI als urban klassifiziert sind. 19 Orte wiesen beim Zensus 2010 eine Einwohnerzahl von über 1000 auf, 116 weitere Orte hatten zumindest 200 Einwohner. Die Größten Orte sind:
| Ort                               | Einwohner |
| San Miguel de Allende             | 69.811    |
| Los Rodríguez                     | 02.773    |
| Colonia San Luis Rey              | 02:707    |
| Corral de Piedras de Arriba       | 02.037    |
| Rancho Viejo                      | 02.001    |
| Santa Teresita de Don Diego       | 01.487    |
| Los Galvanes                      | 01.364    |
| Puerto de Nieto                   | 01.305    |
| La Cieneguita                     | 01.241    |
| Alcocer                           | 01.224    |
| Clavellinas (Clavellinas Coyotes) | 01.152    |
| Nigromante                        | 01.144    |
| Guadalupe de Támbula              | 01.056    |
| Sosnabar                          | 01.035    |
| Corralejo de Arriba               | 01.026    |
| Cerritos                          | 01.015    |
| Don Francisco                     | 01.010    |
| La Cruz del Palmar                | 01.009    |